# Jankeja
Jankeja (lat. Ramonda heldreichii), malena trajnica iz porodice gesnerijevki prije uključivana u monotipski rod Jankaea, a danas u rod ramondija (Ramonda).
Rod Jankaea je dobio ime u čast mađarskog botaničara V. Bulcsa (1837 – 1890). Vrsta raste u Grčkoj gdje je zaštičena.

## Sinonimi
- Haberlea heldreichii Boiss.; Diagn. Ser. II. 3: 141 (1856)
- Jankaea heldreichii (Boiss.) Boiss.; Fl. Orient. 9: 83 (1879)